# Spetsbergsskapania
Spetsbergsskapania (Scapania spitsbergensis) är en levermossart som först beskrevs av Sextus Otto Lindberg, och fick sitt nu gällande namn av K. Müll.. Spetsbergsskapania ingår i släktet skapanior, och familjen Scapaniaceae. Enligt den finländska rödlistan är arten starkt hotad i Finland. Enligt den svenska rödlistan är arten nära hotad i Sverige. Arten förekommer i Övre Norrland. Artens livsmiljö är fjällklippor, block- och stenmarker.